# Thomas Maria Blisniewski
Thomas Maria Blisniewski (* 28. September 1960 in Aachen) ist ein deutscher Kunsthistoriker, Kulturwissenschaftler und Autor mit den Schwerpunkten Ikonographie und Kulturgeschichte der Textilien. Er ist Wissenschaftler am Institut für Kunst und Kunsttheorie der Universität zu Köln sowie Lehrbeauftragter an der Freien Universität Berlin und der Universität Duisburg-Essen.

## Leben und Wirken
Blisniewski studierte Kunstgeschichte, klassische und christliche Archäologie sowie Philosophie an den Universitäten Köln und Bonn. Nach Tätigkeiten beim Stadtkonservator in Köln und am Wallraf-Richartz-Museum ist er nun Wissenschaftler am Institut für Kunst und Kunsttheorie der Universität zu Köln (beurlaubt) und Lehrbeauftragter an der Freien Universität Berlin. Blisniewski befasst sich besonders mit dem Nachleben der antiken Mythologie in der Kunst sowie mit Fragen der Grabmalskultur und weiblichen Handarbeiten. Er verbindet dabei kultur- und kunsthistorische Betrachtungsweisen und ist stark theologisch orientiert.
Blisniewski lebt mit Ehefrau und zwei Kindern in Graz, Berlin und Rom.

## Publikationen (Auswahl)
- Kinder der dunkelen Nacht – Die Ikonographie der Parzen vom späten Mittelalter bis zum späten XVIII. Jahrhundert. Diss. Köln 1992
- Auswahlbibliographie zur antiken Mythologie und ihrem Fortleben. Köln 1993
- Frauen, die den Faden in der Hand halten. Handarbeitende Damen, Bürgersmädchen und Landfrauen von Rubens bis Hopper. München 2009
- Mütter, die im Bilde sind. Mütterporträts von berühmten Malern und Malerinnen: Rembrandt, Cézanne, Mary Cassatt, Van Gogh, Frida Kahlo u.v.a. München 2010
- Die Entdeckung der Frauen in der Renaissance. Herrscherinnen, Künstlerinnen, Lebedamen. München 2011